# Apuleia ferrea
Apuleia ferrea là một loài thực vật có hoa trong họ Đậu. Loài này được (Mart.) Baill. miêu tả khoa học đầu tiên năm 1876.